# Дискография OneRepublic
Дискография американской рок-группы OneRepublic включает в себя 5 студийных альбома, 3 мини-альбома, 16 синглов, 25 видеоклипов.
Первый сингл коллектива — «Apologize», записанный совместно с Тимбалэндом и изданный в 2007 году, стал международным хитом и одним из самых продаваемых синглов в США. Тираж песни составил более 5 миллионов экземпляров. Дебютный альбом Dreaming Out Loud, на котором коллектив сформировал поп-рок-звучание, был выпущен в том же году и получил платиновый статус в Великобритании, Ирландии и Германии. Ещё один сингл из первой пластинки, «Stop and Stare», занял 2-е место в хит-параде Чехии и получил двукратный платиновый статус от Американской ассоциации звукозаписывающих компаний. Второй студийный альбом Waking Up (2009), записанный в жанре поп, имел умеренный успех и попал в десятку американских хит-парадов. Сингл «All the Right Moves» достиг 2-го места в чартах Швейцарии, Израиля и Люксембурга. Другие песни из этого альбома — «Secrets» и «Good Life» заняли первые строчки чартов Польши и США.
Третий студийный альбом Native, содержащий самый разножанровый материал, от альтернативного рока и ритм-н-блюза до голубоглазого соула и инди-рока, был издан в 2013 году.
Сингл «Counting Stars» возглавил чарты Великобритании, Шотландии, Канады, Польши, Финляндии, а также попал в список синглов-бестселлеров Великобритании. «Love Runs Out» добрался до 2-й позиции в хит-параде Люксембурга и получил платиновый статус от Канадской ассоциации звукозаписывающих компаний.
Коллектив был номинирован на премии «Грэмми» (за песню «Apologize») и People’s Choice Awards. Все коды названий стран в статье приведены в соответствии со стандартом ГОСТ 7.67-2003.

## Студийные альбомы
| Год                                                                        | Альбом                                                                                           | Высшие позиции в хит-парадах | Высшие позиции в хит-парадах | Высшие позиции в хит-парадах | Высшие позиции в хит-парадах | Высшие позиции в хит-парадах | Высшие позиции в хит-парадах | Высшие позиции в хит-парадах | Высшие позиции в хит-парадах | Высшие позиции в хит-парадах | Высшие позиции в хит-парадах | Высшие позиции в хит-парадах | Высшие позиции в хит-парадах | Высшие позиции в хит-парадах | Высшие позиции в хит-парадах | Высшие позиции в хит-парадах | Высшие позиции в хит-парадах | Высшие позиции в хит-парадах | Высшие позиции в хит-парадах | Высшие позиции в хит-парадах | Высшие позиции в хит-парадах | Сертификации |  |
| Год                                                                        | Альбом                                                                                           | АВС                          | АВТ                          | БЕЛ                          | ВЕЛ                          | ГЕР                          | ДАН                          | ИСП                          | ИРЯ                          | КАН                          | НИД                          | НОЗ                          | НОР                          | США                          | США. AA                      | США. DA                      | США. Rock                    | ФРА                          | ШВА                          | ШВЕ                          | ЯПО                          | Сертификации |  |
| -------------------------------------------------------------------------- | ------------------------------------------------------------------------------------------------ | ---------------------------- | ---------------------------- | ---------------------------- | ---------------------------- | ---------------------------- | ---------------------------- | ---------------------------- | ---------------------------- | ---------------------------- | ---------------------------- | ---------------------------- | ---------------------------- | ---------------------------- | ---------------------------- | ---------------------------- | ---------------------------- | ---------------------------- | ---------------------------- | ---------------------------- | ---------------------------- | --- |  |
| 2007                                                                       | Dreaming Out Loud - Дата выхода: 20 ноября - Лейблы: Mosley, Interscope Records - Формат: 2xCD   | 4                            | 14                           | 98                           | 2                            | 7                            | 3                            | 55                           | 4                            | 7                            | 71                           | 3                            | —                            | 14                           | 1                            | 30                           | 3                            | 76                           | 8                            | 49                           | 96                           | Список - ARIA: Золотой - BPI: Платиновый - BVMI: Платиновый - IFPI: Золотой - IFPI: Золотой - IFPI: Золотой - IRMA: Платиновый - NFPF: Золотой - RIAA: Золотой - RMNZ: Золотой         |  |
| 2009                                                                       | Waking Up - Дата выхода: 17 ноября - Лейблы: Mosley, Interscope Records - Формат: 2xCD           | —                            | 28                           | 87/88                        | 29                           | 19                           | —                            | —                            | 29                           | —                            | 88                           | —                            | —                            | 21                           | 3                            | 8                            | 7                            | 58                           | 14                           | —                            | —                            | Список - BPI: Золотой - IFPI: Золотой - RIAA: Золотой |  |
| 2013                                                                       | Native - Дата выхода: 26 марта - Лейблы: Mosley, Interscope Records - Форматы: LP, ЦД, CD        | 8                            | 5                            | 39/42                        | 9                            | 4                            | —                            | 34                           | 12                           | 23                           | 24                           | 12                           | 22                           | 27                           | —                            | 23                           | —                            | 52                           | 4                            | 16                           | —                            | Список - ABPD: Золотой - AMPROFON: Золотой - ARIA: Платиновый - BPI: Золотой - IFPI: Платиновый - IFPI: Золотой - IFPI: Золотой - MC: Платиновый - RIAA: Золотой - ZPAV: 2х Платиновый |  |
| 2016                                                                       | Oh My My - Дата выхода: 7 октября - Лейблы: Mosley Music Group, Interscope - Форматы: CD, LP, ЦД | 8                            | 8                            | 25/22                        | 6                            | 6                            | 35                           | 16                           | 5                            | 4                            | 14                           | 5                            | 14                           | 3                            | —                            | —                            | —                            | 40                           | 3                            | 25                           | —                            | Список* BPI: Серебряный |  |
| 2021                                                                       | Human - Дата выхода: 27 августа - Лейблы: Mosley Music Group, Interscope - Форматы: CD, LP, ЦД   | 10                           | 7                            | 14/19                        | 30                           | 8                            | —                            | 24                           | 83                           | 12                           | 20                           | 14                           | 15                           | 11                           | —                            | —                            | —                            | 39                           | 3                            | 54                           | 89                           | Список - BEA: Золотой - FIMI: Золотой - IFPI: Платиновый - IFPI: Золотой |  |
| Знак «—» означает, что альбом не попал в чарт или не был выпущен в стране. |                                                                                                  |                              |                              |                              |                              |                              |                              |                              |                              |                              |                              |                              |                              |                              |                              |                              |                              |                              |                              |                              |                              | |  |

## Мини-альбомы
| Год                                                                       | Альбом | Высшие позиции в хит-парадах | Высшие позиции в хит-парадах | Высшие позиции в хит-парадах | Высшие позиции в хит-парадах | Высшие позиции в хит-парадах | Высшие позиции в хит-парадах | Высшие позиции в хит-парадах | Высшие позиции в хит-парадах | Высшие позиции в хит-парадах |
| Год                                                                       | Альбом | АВС                          | АВТ                          | ВЕЛ                          | ГЕР                          | НИД                          | НОЗ                          | США                          | ШВА                          | ШВЕ                          |
| ------------------------------------------------------------------------- | --- | ---------------------------- | ---------------------------- | ---------------------------- | ---------------------------- | ---------------------------- | ---------------------------- | ---------------------------- | ---------------------------- | ---------------------------- |
| 2008                                                                      | Hit 3 Pack: Stop and Stare — Video EP (The Stripped Sessions) - Дата выхода: 19 февраля - Лейбл: Mosley - Формат: ЦД | —                            | —                            | —                            | —                            | —                            | —                            | —                            | —                            | —                            |
| 2008                                                                      | Live Session EP (iTunes Exclusive) - Дата выхода: 28 октября - Лейбл: Mosley - Формат: ЦД                            | —                            | —                            | —                            | —                            | —                            | —                            | 117                          | —                            | —                            |
| 2010                                                                      | Live from Zurich - Дата выхода: 5 октября - Лейбл: Mosley - Формат: ЦД                                               | —                            | —                            | —                            | —                            | —                            | —                            | —                            | —                            | —                            |
| Знак «—» означает, что релиз не попал в чарт или не был выпущен в стране. | |                              |                              |                              |                              |                              |                              |                              |                              |                              |

## Синглы
| 2007                                                                      | «Apologize»             | 1  | 1  | 2/2   | 3  | 1/29 | 1  | 2  | 2  | —  | 1  | 1  | — | 2  | 1  | 2  | 1  | 1    | 7   | 2  | 4  | 1  | —  | 1  | 3  | 2      | 1  | 1  | Список - ARIA: 4х Платиновый - BEA : Золотой - BPI: Платиновый - BVMI: 2х Платиновый - FIMI: Золотой - IFPI: 2х Платиновый - IFPI: 3х Платиновый - IFPI: Платиновый - RIAA: 4х Платиновый - RMNZ: Золотой                    |
| 2008                                                                      | «Stop and Stare»        | 11 | 5  | 29/2  | 4  | 7    | 6  | 7  | 5  | —  | 13 | 16 | — | 46 | 11 | 15 | —  | 14   | 29  | 12 | 19 | 2  | 8  | 6  | 14 | 2      | 8  | 10 | Список - ARIA: Платиновый - BPI: Серебряный - RIAA: 2х Платиновый |
| 2008                                                                      | «Say (All I Need)»      | —  | —  | —     | 51 | —    | 41 | —  | 48 | —  | —  | 75 | — | —  | —  | —  | —  | —    | —   | —  | —  | —  | 57 | —  | —  | —      | —  | —  | |
| 2008                                                                      | «Mercy»                 | —  | —  | —     | —  | —    | —  | —  | —  | —  | —  | —  | — | —  | —  | —  | —  | —    | —   | —  | —  | —  | —  | —  | —  | —      | —  | —  | |
| 2009                                                                      | «Come Home»             | —  | —  | —     | —  | —    | —  | —  | —  | —  | —  | —  | — | —  | —  | —  | —  | —    | —   | —  | —  | —  | —  | —  | —  | —      | —  | —  | |
| 2009                                                                      | «All the Right Moves»   | —  | 9  | 8/6   | 26 | 16   | 14 | 40 | 5  | —  | —  | 27 | 2 | 42 | 8  | 10 | —  | 8    | 19  | 18 | 17 | 6  | 19 | 12 | 21 | 3      | 2  | 18 | Список - IFPI: Золотой - MC: Платиновый - RIAA: 2х Платиновый - RMNZ: Золотой |
| 2009                                                                      | «Secrets»               | —  | 4  | 15    | —  | 34   | 3  | —  | —  | —  | —  | 32 | 2 | 57 | 27 | —  | 1  | —    | —   | 21 | 5  | 3  | 19 | 13 | 22 | —      | 19 | —  | Список - BVMI: Золотой - RIAA: 2х Платиновый |
| 2010                                                                      | «Marchin On»            | —  | 7  | 14/5  | —  | —    | 6  | —  | —  | —  | —  | —  | — | —  | 23 | —  | —  | —    | —   | —  | —  | —  | —  | —  | —  | —      | 37 | —  | |
| 2010                                                                      | «Good Life»             | —  | 9  | —     | —  | —    | 19 | 19 | 41 | —  | —  | 5  | — | 58 | 22 | —  | —  | —    | —   | 8  | 2  | 1  | 6  | 6  | 8  | —      | 14 | 41 | Список - RIAA: 3х Платиновый - RMNZ: Золотой |
| 2011                                                                      | «Christmas Without You» | —  | 74 | —     | —  | —    | —  | —  | —  | —  | —  | —  | — | —  | —  | —  | —  | —    | —   | —  | —  | —  | —  | —  | —  | —      | —  | —  | |
| 2012                                                                      | «Feel Again»            | —  | 19 | 17    | —  | —    | 9  | —  | —  | —  | —  | 59 | 7 | —  | —  | —  | —  | 35   | —   | 36 | 26 | 8  | 22 | 19 | 35 | —      | 34 | —  | Список - MC: Золотой - RIAA: Платиновый |
| 2013                                                                      | «If I Lose Myself»      | 14 | 5  | 46/10 | —  | —    | 6  | —  | —  | 44 | —  | 41 | 9 | —  | 18 | —  | —  | 3    | 186 | 74 | —  | 23 | 26 | 34 | 33 | 57     | 9  | 4  | Список - ARIA: Платиновый - BPI: Серебряный - BVMI: Золотой - FIMI: Золотой - IFPI: 4x Платиновый - MC: Золотой - RMNZ: Золотой                                                                                              |
| 2013                                                                      | «Counting Stars»        | 2  | 4  | 22/3  | 1  | 3/6  | 3  | 3  | 2  | 4  | 8  | 1  | 5 | 7  | 2  | 4  | 1  | 1/46 | 7   | 41 | 7  | 1  | 2  | 1  | 29 | 2/11   | 9  | 6  | Список - AMPOROFON: Золотой - ARIA: 6х Платиновый - BEA : Золотой - BPI: Платиновый - BVMI: Платиновый - FIMI: 3x Платиновый - IFPI: Платиновый - IFPI: 4x Платиновый - MC: 6х Платиновый - RIAA: Золотой - RMNZ: Платиновый |
| 2013                                                                      | «Something I Need»      | 6  | 5  | —     | 8  | —    | 74 | —  | —  | —  | —  | —  | — | —  | 4  | —  | —  | —    | —   | —  | —  | —  | —  | —  | —  | —      | 21 | —  | Список - ARIA: 2х Платиновый - RMNZ: Золотой |
| 2014                                                                      | «Love Runs Out»         | 22 | 3  | 33/47 | 3  | 3    | 3  | 13 | 14 | 10 | 17 | 11 | 2 | 56 | 20 | —  | 6  | 31   | 76  | 49 | 16 | 4  | 35 | 29 | —  | 33/ 19 | 3  | 31 | Список - ARIA: Золотой - BVMI: Золотой - FIMI: Платиновый - IFPI: Золотой - IFPI: Платиновый - MC: Платиновый - RMNZ: Золотой                                                                                                |
| 2014                                                                      | «I Lived»               | —  | 48 | —     | 29 | 11   | 61 | 98 | 44 | 40 | 18 | 43 | — | —  | 35 | —  | 18 | 12   | 108 | 53 | 26 | 16 | 15 | 24 | —  | 19     | —  | —  | Список - FIMI: Золотой |
| 2016                                                                      | «Wherever I Go»         | 32 | 29 | 45    | 29 | 37   | 33 | 5  | 39 | —  | 17 | 38 | — | 38 | 34 | —  | 22 | 40   | 78  | 55 | 19 | 11 | 31 | 25 | 49 | 22     | 29 | 29 | |
| 2016                                                                      | «Kids»                  | —  | 55 | —     | 60 | 40   | 73 | —  | —  | 26 | —  | —  | — | —  | —  | —  | —  | —    | 153 | —  | —  | —  | 31 | —  | —  | —      | 66 | 63 | |
| Знак «—» означает, что сингл не попал в чарт или не был выпущен в стране. |                         |    |    |       |    |      |    |    |    |    |    |    |   |    |    |    |    |      |     |    |    |    |    |    |    |        |    |    | |

## Промосинглы и другие песни, попавшие в чарты
| 2009                                                                                  | «Everybody Loves Me» (промосингл) | —  | 61 | 75 |
| 2013                                                                                  | «Burning Bridges»                 | 96 | —  | —  |
| 2013                                                                                  | «What You Wanted» (промосингл)    | —  | —  | —  |
| Знак «—» означает, что сингл/песня не попал(а) в чарт или не был выпущен(а) в стране. |                                   |    |    |    |

## Совместные издания
| Год                                                                       | Альбом | Высшие позиции в хит-парадах | Высшие позиции в хит-парадах | Высшие позиции в хит-парадах | Высшие позиции в хит-парадах | Высшие позиции в хит-парадах | Высшие позиции в хит-парадах | Высшие позиции в хит-парадах | Высшие позиции в хит-парадах | Высшие позиции в хит-парадах |
| Год                                                                       | Альбом | АВС                          | АВТ                          | ВЕЛ                          | ГЕР                          | НИД                          | НОЗ                          | НОР                          | ШВА                          | ШВЕ                          |
| ------------------------------------------------------------------------- | --- | ---------------------------- | ---------------------------- | ---------------------------- | ---------------------------- | ---------------------------- | ---------------------------- | ---------------------------- | ---------------------------- | ---------------------------- |
| 2008                                                                      | Not Over — Trance Mixes (совместно с Полом Окенфолдом) - Дата выхода: 28 июля - Лейбл: Perfecto - Формат: ЦД, CD | —                            | —                            | —                            | —                            | —                            | —                            | —                            | —                            | —                            |
| Знак «—» означает, что релиз не попал в чарт или не был выпущен в стране. | |                              |                              |                              |                              |                              |                              |                              |                              |                              |

## Видеоклипы
| Год  | Песня                          | Режиссёр(ы)    |
| ---- | ------------------------------ | -------------- |
| 2007 | «Apologize»                    | Марк Эдвардс   |
| 2007 | «Apologize» (Remix) (Версия 1) | Роберт Хэйлз   |
| 2007 | «Apologize» (Remix) (Версия 2) | Дэвид Шлуссел  |
| 2008 | «Stop and Stare»               | Энтони Мэндлер |
| 2008 | «Say (All I Need)»             | Энтони Мэндлер |
| 2008 | «Mercy»                        | Крис Симс      |
| 2009 | «All the Right Moves»          | Уэйн Айшем     |
| 2009 | «Secrets»                      | Крис Симс      |
| 2010 | «Marchin On»                   | Крис Симс      |
| 2011 | «Good Life»                    | Этан Лэдер     |
| 2012 | «Feel Again»                   | Тим Накаши     |
| 2013 | «If I Lose Myself»             | Майкл Мюллер   |
| 2013 | «Counting Stars»               | Джеймс Лис     |
| 2013 | «Something I Need»             | Кэмерон Дадди  |
| 2014 | «Love Runs Out»                | Софи Мюллер    |
| 2014 | «I Lived»                      | Нобл Джонс     |
| 2016 | «Wherever I Go»                | Джозеф Кан     |
| 2016 | «Kids»                         | Hal Kirkland   |
| 2017 | «Rich love»                    | Isaac Rentz    |
| 2018 | «Start Again» ft. Logic        | James Lees     |
| 2019 | «Wanted»                       | Christian Lamb |
| 2020 | «Didn’t I»                     | Christian Lamb |
| 2021 | «Run»                          | Tomás Whitmore |
| 2021 | «Someday»                      | Miles Cable    |
| 2022 | «West Coast»                   | Tomás Whitmore |

## Саундтреки
| Год  | Фильм/Игра        | Альбом                                                 | Песни                       |
| ---- | ----------------- | ------------------------------------------------------ | --------------------------- |
| 2007 | «Красавчик»       | Keinohrhasen (Original Motion Picture Soundtrack)      | «Apologize»                 |
| 2009 | «Красавчик 2»     | Zweiohrküken (Original Motion Picture Soundtrack)      | «Secrets»                   |
| 2010 | «Последняя песня» | Various Artists — The Last Song Soundtrack             | «Tyrant»                    |
| 2011 | «Соблазнитель»    | Kokowääh [Kɔkovẽ] — Original Motion Picture Soundtrack | «Say (All I Need)»          |
| 2012 | «Ангел-хранитель» | Schutzengel (Original Motion Picture Soundtrack)       | «Feel Again»                |
| 2014 | «NBA 2K15»        | NBA 2K15 Official Soundtrack                           | «Love Runs Out»             |
| 2014 | «Посвящённый»     | The Giver: Music Collection                            | «Ordinary Human», «I Lived» |
|      | «Тайны Смолвилля» | Ultimate Smallville Soundtrack                         | «Apologize»                 |